# 마다우로스

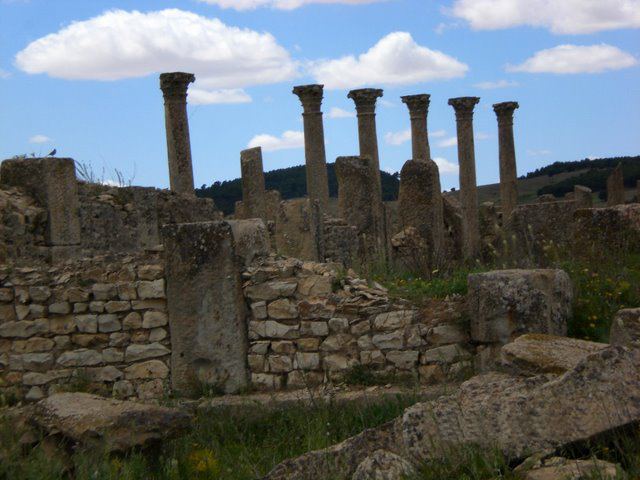

마다우로스 (Madauros, 고대 그리스어: Μαδαύρα), 고대의 누미디아의 도시 이름으로서 북아프리카의 오늘날 알제리의 동북부 지중해 연안에 있는 안나바에서 한 90km정도로 오지에 떨어져 있는 튀니지와의 국경에 가까운 M'daourouch/Madawrūsh 도시가 위치했던 것으로 알려져 있다.
마다우로스는 누미디아의 중심도시였지만 대도시로 발전하지 못하였으며, 로마 제국시대에는 전집정관의 관할지로 전락하였으며, 4세기 이후 기독교가 전파된 이후 이 곳에서 주교가 배출되기도 하였다. 마다우로스는 로마의 소설가이자 철학자인 아풀레이우스의 고향이며 또한 아우구스티누스가 이곳에서 잠시 공부를 한 것으로 역사적으로 이름이 남겨지고 있다.